# Dampierre (Alta Marna)
Dampierre è un comune francese di 372 abitanti situato nel dipartimento dell'Alta Marna nella regione del Grand Est.

## Società

### Evoluzione demografica
Abitanti censiti